# Balwierzyszki (gmina)
Balwierzyszki – dawna gmina wiejska istniejąca na przełomie XIX i XX wieku w guberni suwalskiej. Siedzibą władz gminy były Balwierzyszki (lit. Balbieriškis) (do 1870 odrębna gmina miejska).
Za Królestwa Polskiego gmina Balwierzyszki należała do powiatu mariampolskiego w guberni suwalskiej. 31 maja 1870 do gminy przyłączono pozbawione praw miejskich Balwierzyszki. 
Oprócz Balwierzyszek, gmina obejmowała miejscowości: Boboniszki, Buda, Budka, Chojna, Dobrowola, Dowgierdyszki, Grażyszki, Gudele, Gudele Nowe, Helcie, Ignalin, Irzmany vel Wołodki, Ignalin, Janowiszki, Jedorajście, Józefowo, Józefin, Kampinie, Karolin, Kidziuliszki, Kloniszki, Kolnino, Końce, Kropinia, Kunigiszki, Lejciszki, Ludwikowo, Maćki, Malinowo, Marynka, Mielniszki, Mielewkiszki, Miodyniszki, Miodwiże, Mokrzyszki, Narawy, Niszejki A, Niszejki Nowe, Niszejki B, Nowa Huta (wieś), Nowa Huta (folwark), Nowiki, Nowinka, Nowosiółki, Ogrodniki, Ojcowo, Osinkla, Ossa, Piłatyszki, Pobrośce, Podoble, Podkomorze, Podlesie, Podnowosiółki, Pojeziory, Pomorgi Osiuklańskie, Poszłwanty Tartupskie, Putroszany, Rudziany, Rudziekampie, Ryngiany, Skirptuszki, Szakaliszki, Sześciowłóki, Szlinorajście, Szławanta, Szłajtyszki, Tadeuszowo, Tamuliszki, Użrudzie, Wazgajkiemie, Waźniszki, Węgielnica, Zasłona, Żegżdry, Żmany, Żytowiszki (folwark) i Żytowiszki  Nowe.
Po odzyskaniu niepodległości przez Polskę i Litwę powiat mariampolski na podstawie umowy suwalskiej wszedł 10 października 1920 w skład Litwy.